# Церковь Троицы (Гера)
Троицкая церковь (нем. Trinitatiskirche) — протестантская церковь в городе Гера, располагающаяся на улице Heinrichstraße в центре города; здание было построено в 1609—1611 годах в стиле архитектуры Возрождения.

## История
Улица, носящая сегодня название Heinrichstraße (Хайнрихштрассе), изначально была крупной западной дорогой, ведущей к городу Гера; за пределами городских стен вдоль этой дороги в период Средневековья была построена часовня Святого Вольфгана и первая больница, впервые упомянутая в документах от 15 февраля 1482 года. Затем, с 1609 по 1611 год, архитектор Симон Рейске построил в стиле Ренессанс современную церковь Святой Троицы — в качестве кладбищенской церкви. После разрушения старой церкви Святого Иоанна во время пожара 1639 года основные церковные службы города стали происходить здесь — до реконструкции церкви Иоанна, завершившейся в 1641 году.
В 1841 году была окончательно разрушена старая часовня Святого Вольфгана, а ее кафедра, датируемая 1500 годом, была перемещена на восточную сторону Троицкой церкви. К 1 июля 1886 года церковь перестала быть кладбищенской и стала приходской церковью южной части города Гера, существенно расширившегося к тому моменту. В 1899 году к восточной стороне здания была пристроена церковная башня (колокольня): первоначальный проект, включавший в себя вторую и третью башни, которые должны были символизировать Троицу, так и остался проектом.
Во время реставрации, продолжавшейся с 1968 по 1970 год, некоторым неоготическим элементам был возвращен первоначальный облик, а парапет галереи, перенесенный ранее в городской музей, был снова установлен в здании. Также был восстановлен и первоначальный облик церковного потолка. В 1998 году улица Heinrichstrasse была перестроена в связи с открытием торгового центра Gera-Arcaden: рядом с церковью была построена кольцевая дорожная развязка, которая из-за ее местоположения стала также известна как Trinitatiskreisel. Летом 2007 года территория вокруг церкви была разделена: церковная собственность была отделена от городского парка.